# Мајкл Ентони Бајландик
Мајкл Ентони Бајландик (енгл. Michael Anthony Bilandic; Чикаго, 13. фебруар 1923 — Чикаго, 15. јануар 2002) био је амерички политичар и бивши члан Демократске странке из Илиноиса. Био је 49. градоначелник Чикага од 1976 до 1979. године.
Бајландик је хрватског порекла.